# Funiculaire de Pau
Le funiculaire de Pau, mis en service en 1908, relie la gare au boulevard des Pyrénées au niveau de la place Royale. La longueur de la voie est de cent mètres environ, avec une pente de 30 % et une dénivellation de 26 mètres. Les cabines actuelles datent de 1961 ; elles ont été révisées fin 2006.

## Présentation
Son utilisation est gratuite depuis 1978.
Les rotations sont fréquentes avec un départ toutes les 3 minutes.
Le funiculaire est en service tous les jours 
- Du lundi au samedi, de 6 h 55 à 21 h 40.
- Le dimanche de 13 h 45 à 20 h 50.

Il est désormais (depuis 2012), ouvert lors du Grand Prix automobile de Pau et du Grand Prix de Pau historique.

## Historique
La construction du Pavillon des Arts et du funiculaire est à replacer dans le contexte du développement touristique de la ville au XIXe siècle et de la nécessité de relier cette dernière à sa gare, implantée en fond de vallée alors que la ville s'est développée en sommet de plateau.
L'idée d'un funiculaire remonte à 1874 sous la forme d'un ascenseur, mais l'idée est vite repoussée. En 1900, l'ingénieur Hérard propose une « rampe mobile ». Une convention est signée avec Médebelle pour une durée de 75 ans le 25 janvier 1901, mais ce projet n'est pas suivi d'effet.
En 1904, Jean Bonnamy, entrepreneur de travaux publics bordelais, propose un funiculaire pouvant transporter au minimum 500 000 voyageurs par an. Mais les opposants au projet parviennent à le faire repousser. Le rapporteur de la commission des travaux publics écrit dans son rapport : « les adversaires du projet, dans leurs susceptibilités d'artistes, craignent qu'une armature de fer ne fasse tache parmi les frondaisons ».

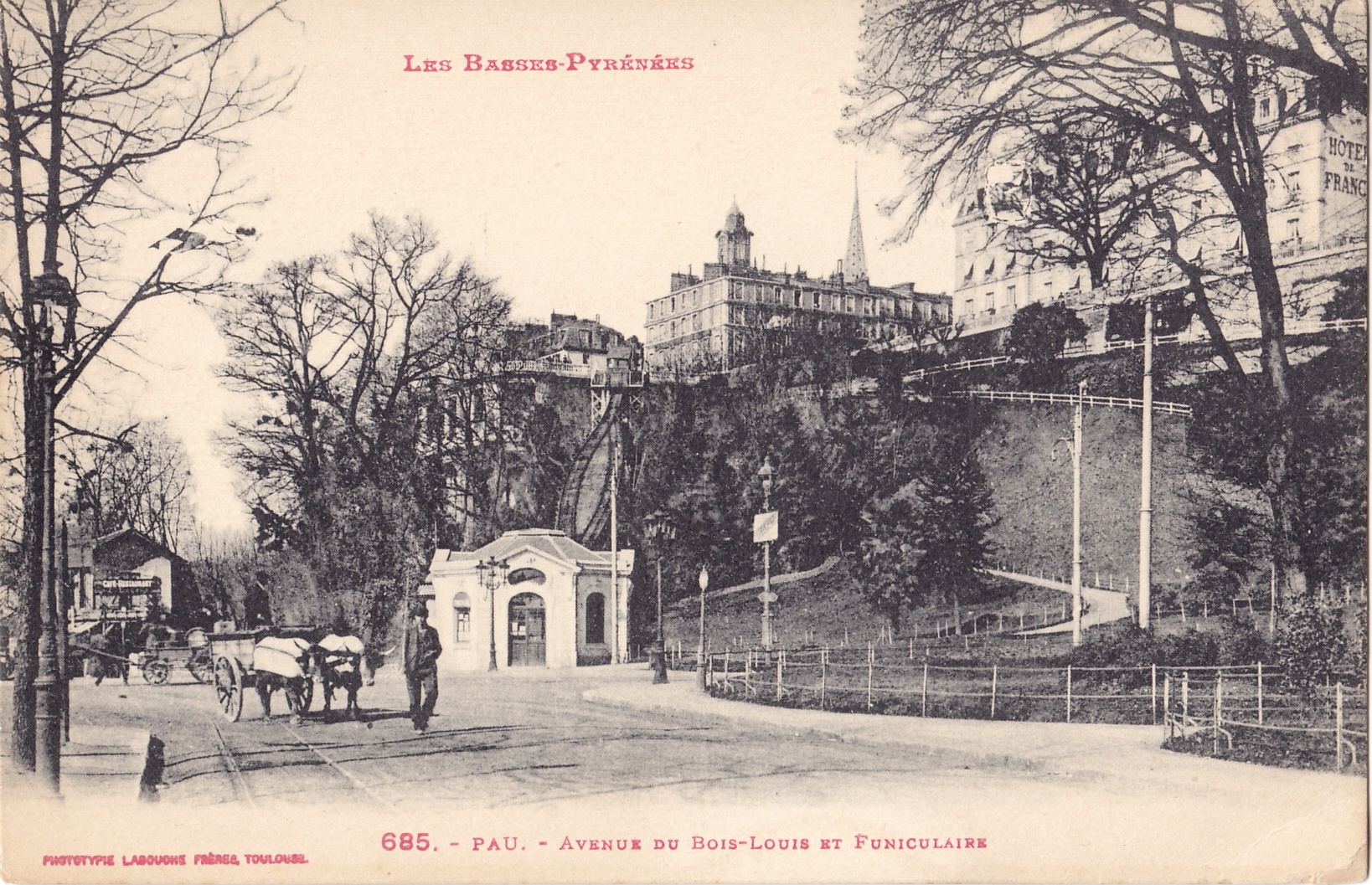
Vue générale du funiculaire, peu après sa mise en service.

Mais Henri Faisans ne désarme pas : il finit par emporter l'adhésion du conseil municipal et signe la convention avec Bonnamy le 12 juillet 1905. Cependant, les oppositions continuent : le Touring club de France, chargé de la protection des sites et monuments historiques, s'indigne de cette « horreur de ferraille suspendue dans les airs ». Les travaux se poursuivent malgré tout et le funiculaire est mis en service le samedi 15 février 1908, à 7 heures du matin.
L'ouvrage, composé de travées métalliques en poutres à treillis rivetées, repose sur des palées scellées dans des massifs de béton non armé. La pente est de 30 % et l'ouvrage est long de 110 mètres.
Les passagers payaient 10 centimes de francs et les bicyclettes étaient acceptées. La fréquence était de deux minutes. Le départ était annoncé par une corne de brume dont se souviennent les Palois les plus âgés.
En 1961, les voitures à caisses en bois sont remplacées par des voitures  métalliques.
Le funiculaire est fermé le 2 janvier 1970 pour déficit chronique et insécurité, l'exploitation étant chaotique. Il est rénové et rouvert huit ans plus tard, le 16 février 1978. Il est gratuit depuis lors.
Les véhicules ont été révisés en 2006.
Le funiculaire a été arrêté durant l'été 2010 afin de procéder à de lourds travaux de rénovation :
- changement du moteur et de l'installation électrique, datant de 1978 ;
- rénovation des cabines (nouvelles couleurs) et réaménagement de l'intérieur ;
- rénovation du viaduc ;
- mise aux normes de l'ensemble pour le rendre accessible aux personnes à mobilité réduite ;
- semi-automatisation du funiculaire.

Le coût des travaux, entièrement financés par la ville de Pau, s'élève 1 085 430 euros. Le service a été assuré pour la durée des travaux par deux voiturettes électriques circulant de 6 h 45 à 19 h 00.
Le funiculaire transporte 500 000 personnes chaque année,. Les éléments constitutifs du funiculaire (la rotonde, la tour et son mécanisme, le viaduc), ainsi que le pavillon des Arts, sont protégés au titre des monuments historiques par un arrêté du 16 août 2023.

## Tracé et correspondances
| Ligne | Caractéristiques | Caractéristiques                               | Caractéristiques                               | Caractéristiques                               | Caractéristiques                               | Caractéristiques                               | Caractéristiques                               | Caractéristiques                               | Caractéristiques                               |
| Fu    | Funiculaire | Funiculaire                                    | Funiculaire                                    | Funiculaire                                    | Funiculaire                                    | Funiculaire                                    | Funiculaire                                    | Funiculaire                                    | Funiculaire                                    |
| Fu    | Pau — Gare SNCF ⥋ Pau — Boulevard des Pyrénées                                                                        | Pau — Gare SNCF ⥋ Pau — Boulevard des Pyrénées | Pau — Gare SNCF ⥋ Pau — Boulevard des Pyrénées | Pau — Gare SNCF ⥋ Pau — Boulevard des Pyrénées | Pau — Gare SNCF ⥋ Pau — Boulevard des Pyrénées | Pau — Gare SNCF ⥋ Pau — Boulevard des Pyrénées | Pau — Gare SNCF ⥋ Pau — Boulevard des Pyrénées | Pau — Gare SNCF ⥋ Pau — Boulevard des Pyrénées | Pau — Gare SNCF ⥋ Pau — Boulevard des Pyrénées |
| ----- | --- | ---------------------------------------------- | ---------------------------------------------- | ---------------------------------------------- | ---------------------------------------------- | ---------------------------------------------- | ---------------------------------------------- | ---------------------------------------------- | ---------------------------------------------- |
| Fu    | Ouverture / Fermeture 15 février 1908 / —                                                                             | Longueur —                                     | Durée 3 min                                    | Nb. d’arrêts 2                                 | Matériel Cabine                                | Jours de fonctionnement L, Ma, Me, J, V, S, D  | Jour / Soir / Nuit / Fêtes O / N / N / O       | Voy. / an 500 000                              | Exploitant Ville de Pau                        |
| Fu    | Desserte : - Villes et lieux desservis : Pau (Gare SNCF, Boulevard des Pyrénées) - Gare(s) desservie(s) : Gare de Pau |                                                |                                                |                                                |                                                |                                                |                                                |                                                |                                                |
| Fu    | Autre : - Arrêts non accessibles aux UFR : — - Particularités : - Date de dernière mise à jour : 22 janvier 2019.     |                                                |                                                |                                                |                                                |                                                |                                                |                                                |                                                |
| Fu    | Dernière actualisation : —                                                                                            |                                                |                                                |                                                |                                                |                                                |                                                |                                                |                                                |

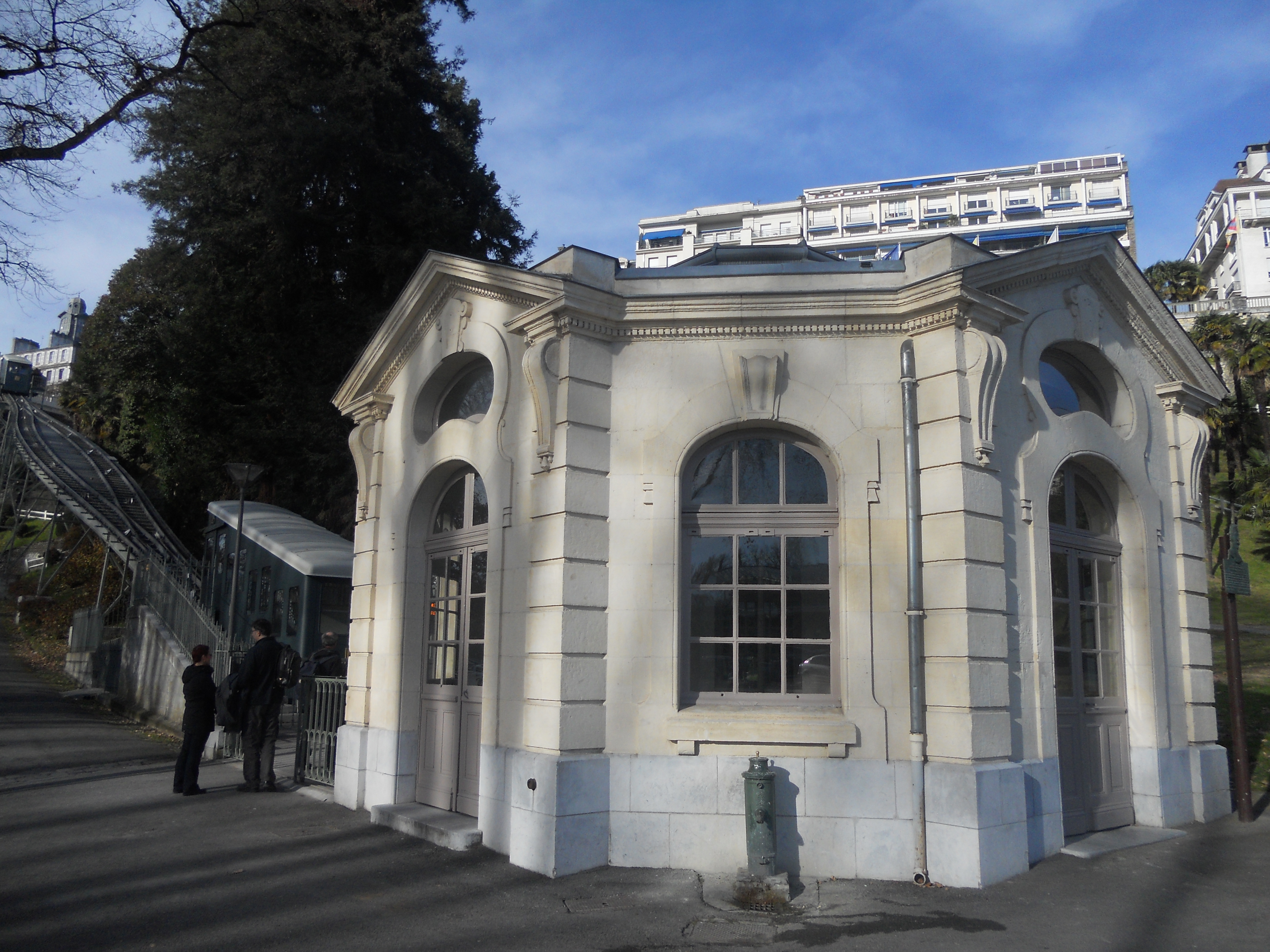
Rotonde du funiculaire
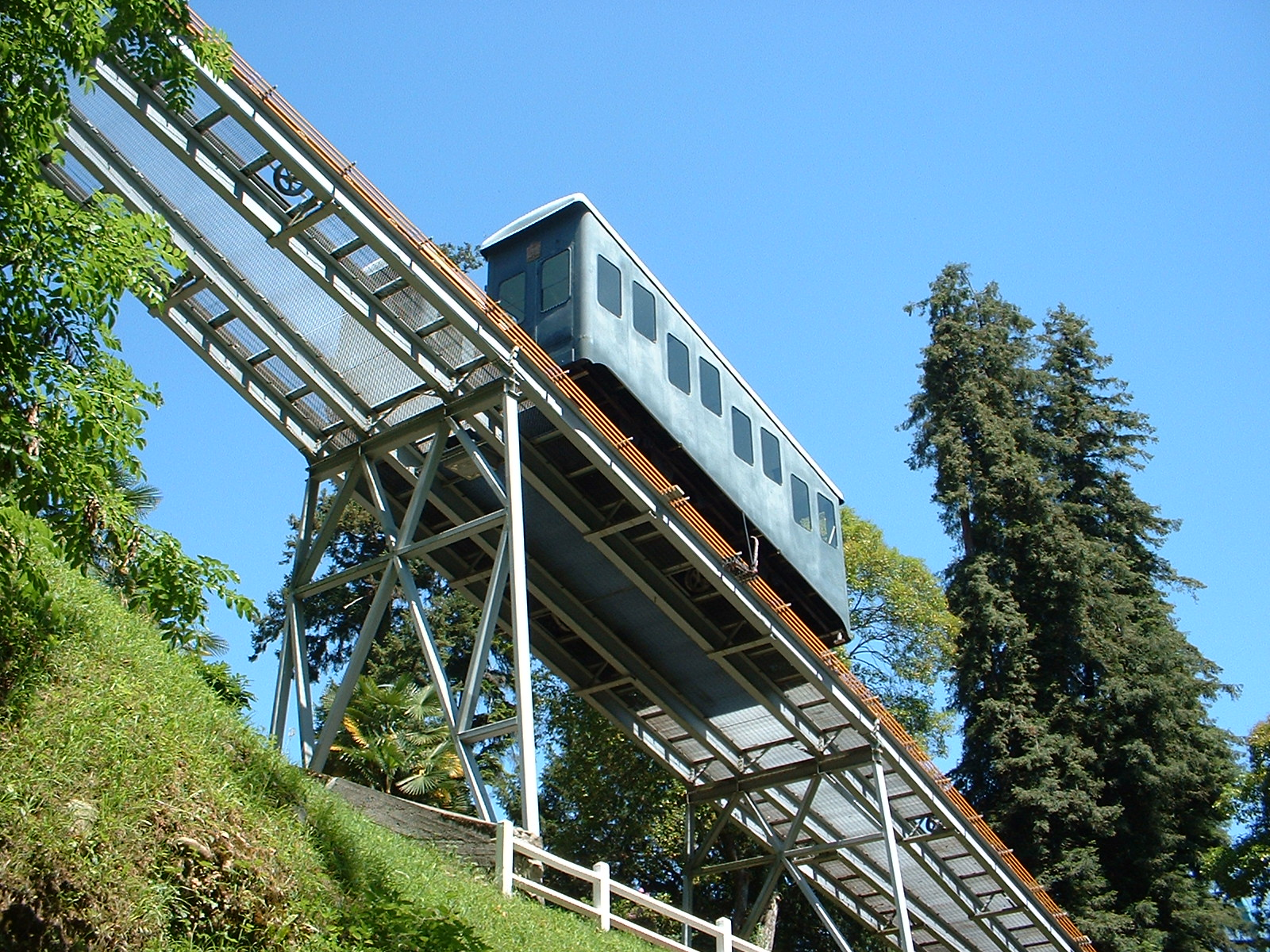
Vue d'en bas
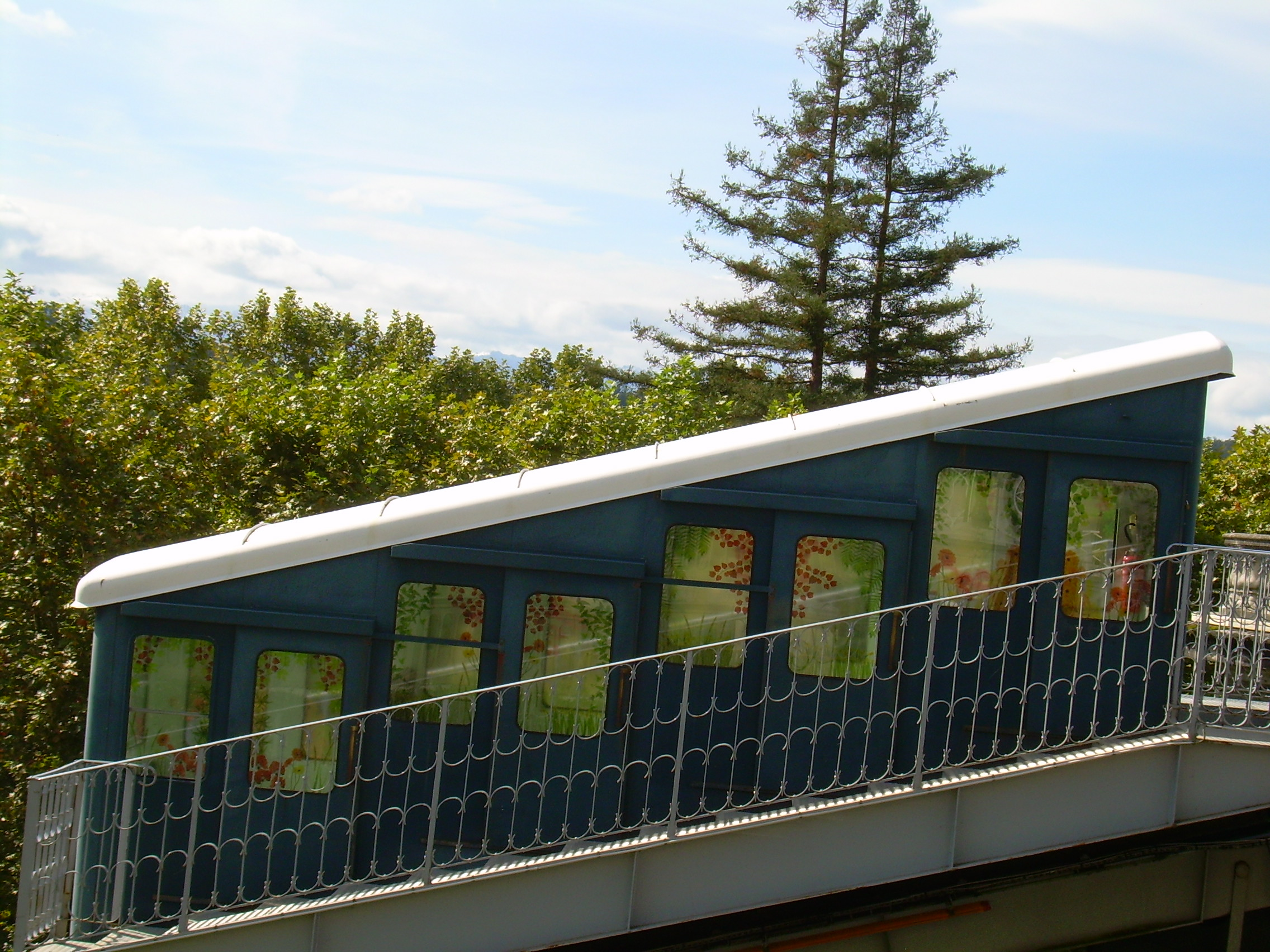
Cabine
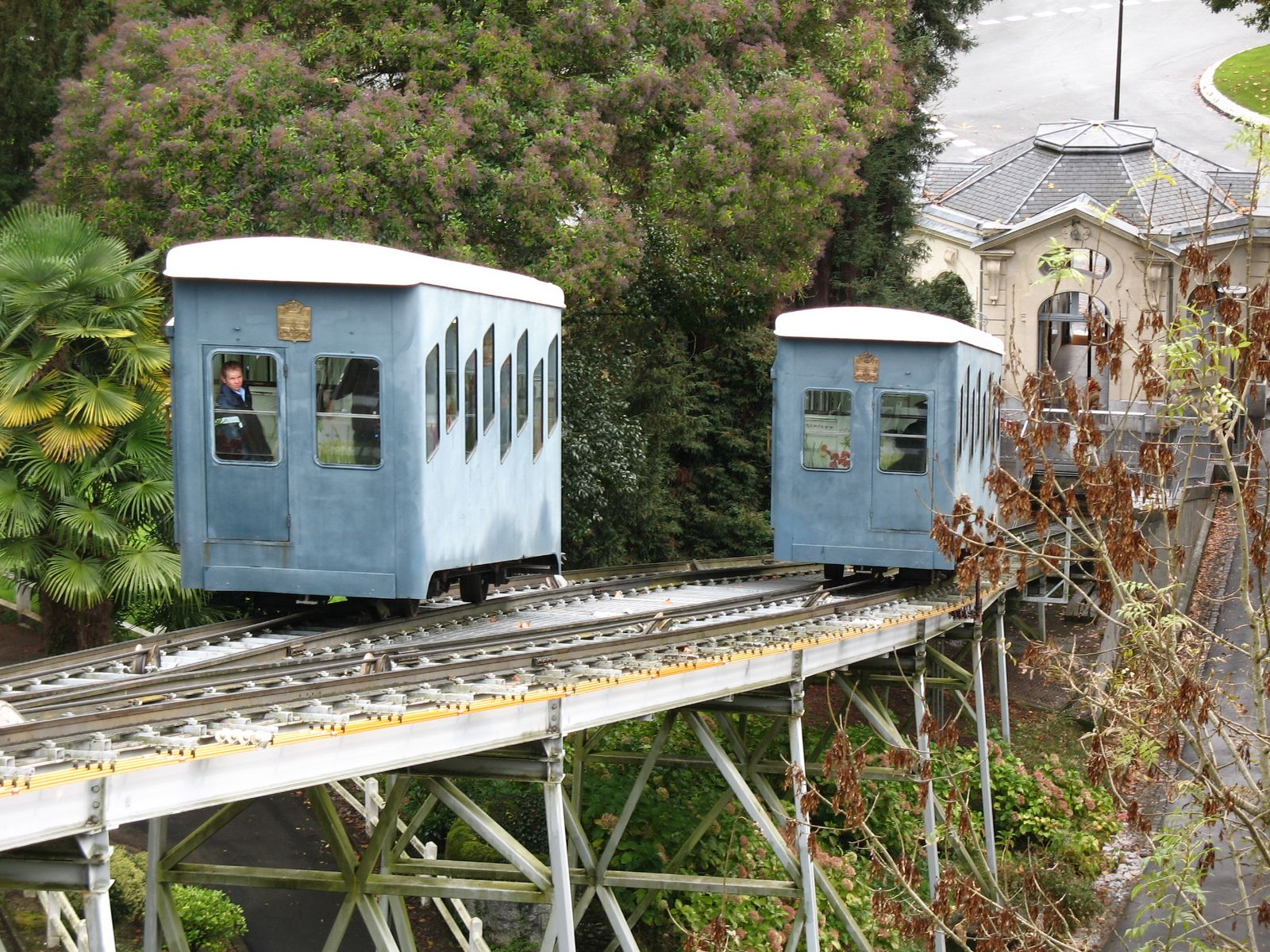
Vue depuis le Bd des Pyrénées
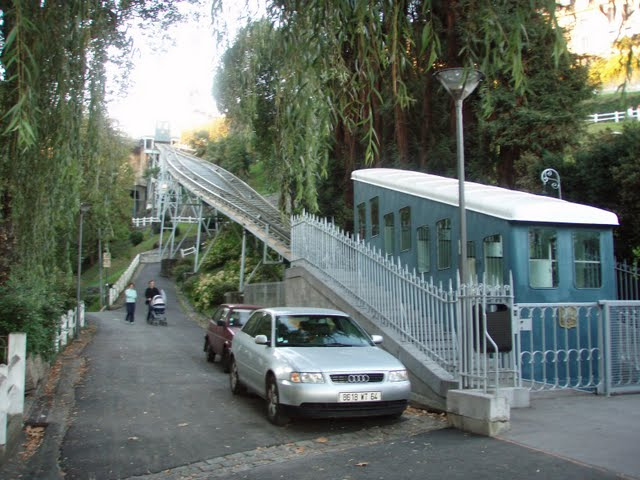
Vue depuis la gare
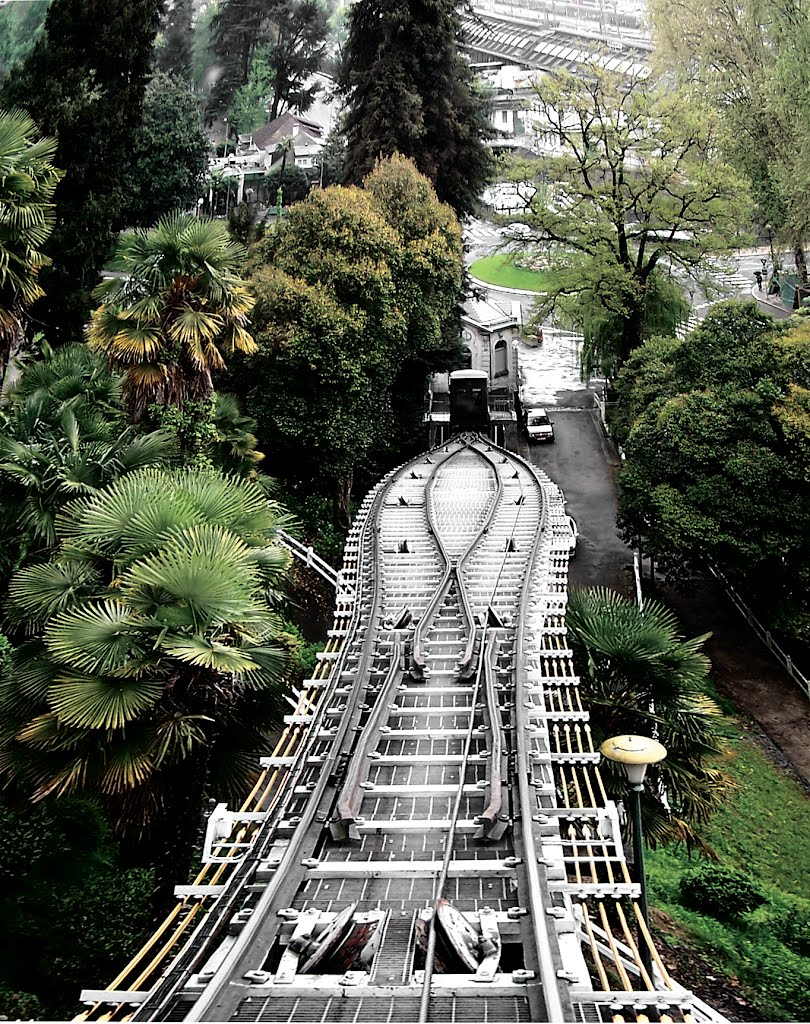
Vue d'en haut
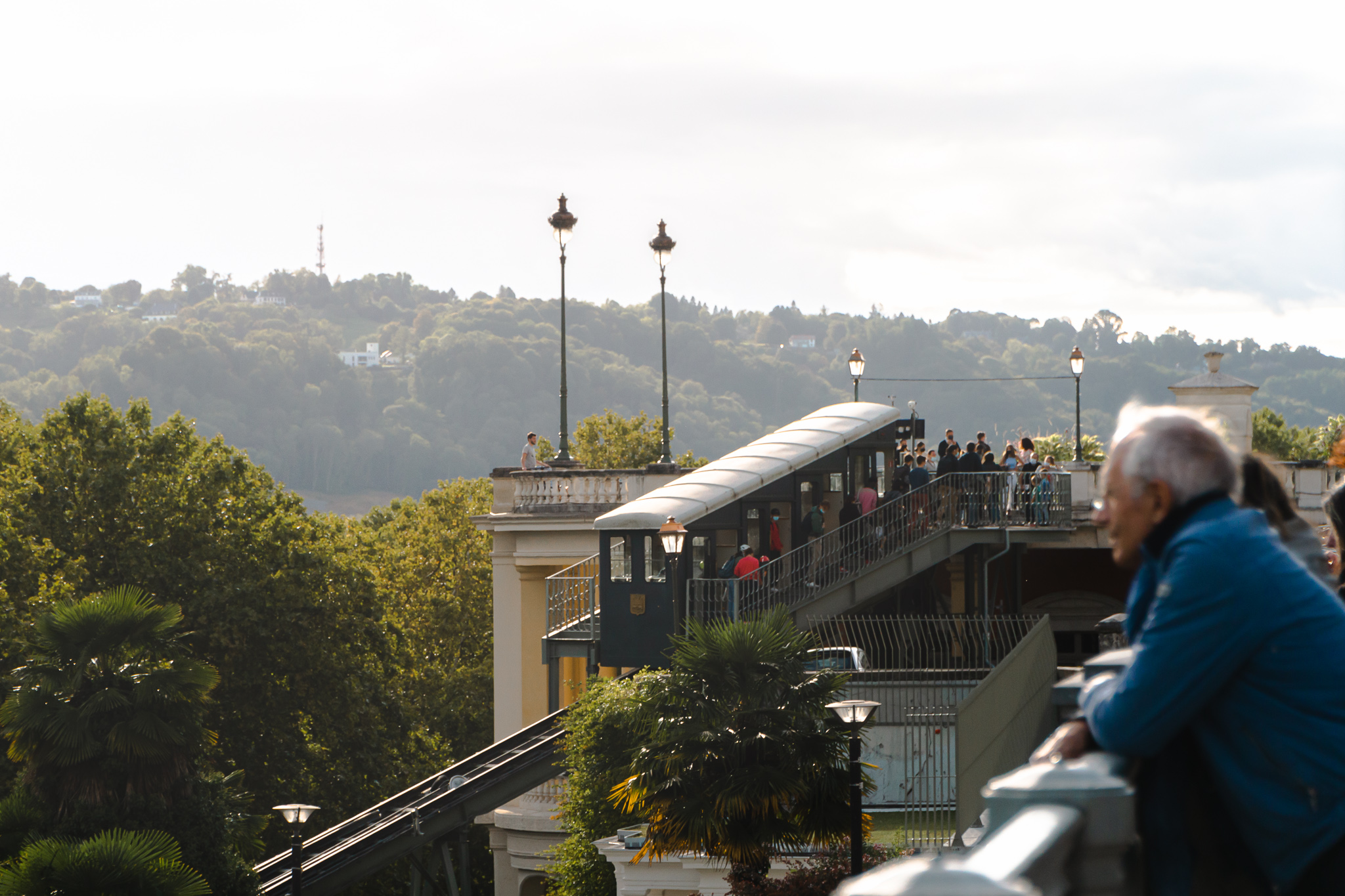
Funiculaire au niveau de la place Royale, vue depuis le Bd des Pyrénées